# Helge Brattgård
Helge Brattgård, född 26 juli 1920 i Göteborgs Oscar Fredrik, död 18 maj 2007 i Lundby, Göteborg, var en svensk teolog och biskop i Skara stift.
Brattgård härstammade från Brattön i Solberga socken i Bohuslän. År 1944 prästvigdes han för Göteborgs stift och blev teologie licentiat 1950. År 1956 blev han teologie doktor på en avhandling om Magnus Friedrich Roos.
Efter att i olika perioder varit pastoratsadjunkt i Fritsla, Öckerö och Länghem var han domkyrkoadjunkt i Göteborg 1954–1956, kyrkoadjunkt i Annedals församling 1956–1961 och komminister där 1961–1965. Åren 1965–1969 var han domprost i Linköping innan han 1969 blev biskop i Skara. Han blev emeritus 1985. För sin bok om den teologiska förvaltarskapstanken, Goda förvaltare blev han mycket uppmärksammad.
Brattgård var docent i etik vid Lunds universitet och under åren 1985–1995 även ledamot i Statens medicinsk-etiska råd. År 2006 promoverades han till jubeldoktor i Lund.
Brattgård ledde under många år riddargudstjänsten i Hova kyrka i samband med Hova Riddarvecka. Han var även på andra sätt verksam i sitt gamla stift ända in i det sista.
Helge Brattgård är begravd på Marie västra kyrkogård i Skara.

## Familj
Helge Brattgård var son till grosshandlaren och kyrkovärden Hjalmar Olsson och Ida Kristensson.
Även sönerna Daniel och Håkan och svärdottern Barbro är präster i Svenska kyrkan, liksom ett par av hans bröder, Karl-Erik och Bertil. Ytterligare två bröder är professor Sven-Olof Brattgård samt grosshandlare Ingvar Brattgård.